# Hans Dagelet
Pour les articles homonymes, voir Dagelet.
Hans Dagelet, de son vrai nom Johannes Antonius Lebuïnus Dagelet, né le 9 mai 1945 à Deventer, est un acteur néerlandais.

## Biographie
Il commence sa carrière cinématographique à l'âge de 27 ans, en 1972.

## Vie privée
Il est le père de des actrices Dokus Dagelet, Tatum Dagelet et Charlie Chan Dagelet et de l'acteur Mingus Dagelet.
Il est grand-père d'un petite-fille et d'un petit-garçon.

## Filmographie

### Films
- 1972 : Het zwarte jaar van Zwarte Piet  : Pietro
- 1973 : Barlow at Large (nl) : Constable Albert Hoorn
- 1974 : De Stille Kracht (nl) : Addy de Luce
- 1977 : Hollands Glorie (nl) : Flip de Meeuw
- 1980 : Known Faces, Mixed Feelings d'Ate de Jong : Herman[2]
- 1980 : Dear Boys de Paul de Lussanet : Woelrat[3]
- 1983 : Willem van Oranje : Louis de Nassau
- 1983 : De lift : Spiekerman
- 1984 : Opzoek naar Yolanda (nl) : Bob de Wilde
- 1986 : Het wassende water (nl) : Jacob de Zwaluw
- 1988 : Amsterdamned : Verdachte
- 1990 : De nacht van de wilde ezels (nl) : Jack de Boer
- 1990 : Een scherzo furioso : Laurens
- 1991 : Een dubbeltje te weinig (nl)
- 1991 : Dierbaar : Frank
- 1992 : Ik ga naar Tahiti (nl) : Hendrik Nicolaas Werkman
- 1993 : De laatste held : Rol onbekend
- 1994 : Dag Juf, tot morgen (nl) : père de Daaf
- 1996 : De opvolger (nl) : Luuk Jaspers
- 1996 : Zoë : Professor Leopold
- 1997 : All Stars (en) : père de Hero
- 1997 : Over de liefde : Ben
- 2000 : Mariken (nl)
- 2002 : Oysters at Nam Kee's (nl) de Pollo de Pimentel : père de Berry[4]
- 2002 : Volle maan : Jan Nijboer
- 2007 : Kapitein Rob en het Geheim van Professor Lupardi de Hans Pos[5]
- 2008 : Les Chevaliers du Roi de Pieter Verhoeff : Warmin[6]
- 2008 : Mixed Bag, or What's in a Dream... d'Eric Wobma[7]
- 2009 : De Indiaan de Ineke Houtman[8]
- 2012 : Nol King Ruter de Noud Heerkens[9]
- 2012 : My Adventures by V. Swchwrm de Froukje Tan
- 2012 : Hemel de Sacha Polak : Gijs[10]
- 2013 : Devastated by Love de Ari Deelder : le maître de maison[11]
- 2014 : Helium de Eché Janga : Frans Weeling[12]
- 2015 : Dummie the Mummy and the Sphinx of Shakaba de Pim van Hoeve : Frans le vieux marin[13]
- 2015 : Bon Bini Holland de Jelle de Jonge : Eddy Mathilda[14]
- 2015 : Boy 7 de Lourens Blok : PM Sassen[15]
- 2022 : Faithfully Yours d'André van Duren :
- 2023 : Sweet Dreams d'Ena Sendijarević : Jan

### Séries télévisées
- 1975-1976 : Van oude mensen, de dingen die voorbijgaan (nl) : Donald Traffely
- 1989-1994 : We zijn weer thuis (nl) : Bob Waanders
- 2000-2004 : Russen : Henk van der Scheur
- 2005-2008 : Parels & Zwijnen : Bennie
- 2007-2010 : De co-assistent : Dr Otto Koenders
- 2011-2013 : Levenslied : Lucas van Ommeren
- 2013-2016 : Dokter Deen : Max van Gelder
- 2015-2019 : Familie Kruys (nl)[16]
- 2016 : Project Orpheus : Wolf
- 2017 : Brussel : Gaston
- 2018 : Fenix (nl) : Peter Haag
- 2021 : Flikken Rotterdam : Michel Michaelis
- 2022-2023 : Sleepers : Frits van Velzen
- 2023 : Mocro Maffia : Hugo

## Livre
- 2011 : De man met de vier o's